# 中央儲備銀行
中央儲備銀行（ちゅうおうちょびぎんこう）とは、中華民国の汪兆銘政権の中央銀行。1940年(中華民国29年)12月21日に創立し、1941年1月6日に開業した。ポツダム宣言受諾と汪兆銘政権崩壊とともに瓦解し、閉鎖機関令に基づき閉鎖された。

## 概要
いわゆる汪兆銘政権は1940年3月30日に成立したが、その統治下にある日本による中国占領地域では日本軍の軍票や華北の中華民国臨時政府（後の華北政務委員会）による中国聯合準備銀行（聯銀）・蒙古聯合自治政府下の蒙疆銀行（蒙銀）・華中の中華民国維新政府による華興商業銀行（華興）が物資調達の手段として使われていたが、一般的には中華民国（重慶政権）側の法幣が広く流通していた。
この劣勢を挽回するために大蔵省では、法幣や聯銀・華興などの雑多な通貨や軍票を（日本側で設立した）新中央銀行の発行する通貨で回収し日本円とリンクさせる構想を汪政権成立以前から打ち出していたが、その後の興亜院や軍当局との調整の中で軍票回収や華北・蒙疆一帯への流通は取り止めとなり華中・華南を対象とした中央銀行としての設置に落ち着いた。汪政権によって1940年12月19日に中央儲備銀行法が公布・施行され21日に資本金1億元で創立、日本銀行との相互の預合いによって兌換準備を行った。なお「中央儲備銀行」の名称は蔣介石政権が1937年に将来設立する予定であった中華民国の中央銀行の名称であり、中華民国の正統政権を謳う目的もあった。
その後、日本軍の華中における支払いが、軍用手票から当銀行が発行する儲備券としたが、1942年以降は第二次世界大戦（太平洋戦争）の戦況が日本軍不利となったことから、日本側傀儡政権の通貨である儲備券の信用が下がり、ハイパーインフレーションが到来した。それにともない、紙幣の高額面化、粗略化が進行した。
1945年8月、日本のポツダム宣言受諾により汪兆銘政権が瓦解。中央儲備銀行も機能を失った。
同年9月30日、GHQは日本政府に対し「植民地銀行、外国銀行及び特別戦時機関の閉鎖」に関する覚書を交付。この覚書に基づき、大阪にあった中央儲備銀行日本弁事処の即時閉鎖（閉鎖機関）が決定された。

## 儲備券
中央儲備銀行が発行した銀行券を「儲備券」と呼称する。紙幣に描かれたのは蔣介石政権の法幣と同じ孫文であった。

## 関連法律

### 汪兆銘側
- 1938年（中華民国27年）11月
  - 華中、華北における軍用票の使用を定める（中国語：华中、华南使用军用票之办法）[8]
- 1940年（中華民国29年）4月12日
  - 中央銀行籌備委員会章程[3]
- 1940年（中華民国29年）12月19日
  - 中央儲備銀行法
- 1940年（中華民国29年）
  - 整理通貨暫行便法[1]

### 日本側
- 1941年（昭和16年）12月15日
  - 邦銀に於ける軍票対法幣取引開始に関する件
- 1941年（昭和16年）12月16日
  - 軍票対旧法幣の正金建値相場実施（売25円）
- 1942年（昭和17年）3月9日
  - 軍票公定建値を儲備銀行建てに改訂（売20円）
- 1942年（昭和17年）5月28日
  - 上海に於ける銭莊の軍票取引許可制に関する件
  - 上海に於ける銭莊の軍票取引取締規定
- 1942年（昭和17年）5月31日
  - 邦銀に於ける軍票対新法幣売買に関する件
- 1942年（昭和17年）6月1日
  - 銭莊の軍票引き取り許可制実施
- 1942年（昭和17年）6月19日
  - 軍票対新法幣の交換相場及び手数料に関する件
- 1942年（昭和17年）6月20日
  - 奥地軍票対儲備券交換取扱変更に関する通牒
- 1942年（昭和17年）6月22日
  - 軍票対儲備券の正金建値を18円1本に改定
  - 奥地に於ける軍票対儲備券の両面交換実施
- 1942年（昭和17年）6月24日
  - 南京に於ける軍票対旧法幣片交換廃止に関する件通牒
- 1942年（昭和17年）7月14日
  - 蘇州、常州、無錫に於ける軍票対旧法幣片交換廃止に関する件通牒
- 1945年（昭和20年）3月19日
  - 紙幣、軍票、銀行券の製造確保緊急対策に関する件